# Newportia stolli
Newportia stolli är en mångfotingart som först beskrevs av Pocock 1896.  Newportia stolli ingår i släktet Newportia och familjen Scolopocryptopidae. Inga underarter finns listade i Catalogue of Life.